# داركو تودوروفيتش
داركو تودوروفيتش مواليد 5 مايو 1997 في بيه لينا، البوسنة والهرسك، هو لاعب كرة قدم بوسني يلعب مع نادي ريد بل سالزبورغ كمدافع. مثّل منتخب البوسنة والهرسك لكرة القدم.

## المسيرة الاحترافية

### أندية لعب لها
- نادي سلوبودا توزلا
- نادي ريد بل سالزبورغ

## روابط خارجية
- داركو تودوروفيتش على موقع الاتحاد الدولي (مؤرشف)  (الإنجليزية)
- داركو تودوروفيتش على موقع الاتحاد الأوربي (الإنجليزية)
- داركو تودوروفيتش على موقع قاعدة بيانات كرة القدم.إي يو (الإنجليزية)
- داركو تودوروفيتش على موقع ناشيونال فوتبول تيمز (الإنجليزية)
- داركو تودوروفيتش على موقع Soccerway.com (الإنجليزية)
- داركو تودوروفيتش على موقع عالم كرة القدم.نت (الإنجليزية)